# Éliminatoires de la Coupe du monde de football 2018, zone Amérique du Nord, Amérique centrale et Caraïbes, premier tour
Cet article donne les résultats du premier tour de la zone Amérique du Nord, Amérique centrale et Caraïbes pour les éliminatoires de la Coupe du monde 2018.

## Format
Au premier tour, les quatorze pays les moins bien classés au Classement FIFA de août 2014 pour cette zone s'affrontent en matchs à élimination directe par paire de matchs aller-retour. Les sept vainqueurs accèdent au deuxième tour.
Les rencontres se sont déroulées du 23 au 31 mars 2015.

## Tirage au sort
Le tirage au sort a été effectué le 15 janvier 2015 au W Hotel de Miami, Floride.
Les équipes ont été divisées en deux groupes, les têtes de séries et les non-tête de séries, déterminée par le Classement FIFA de août 2014 entre parenthèses dans le tableau suivant. Lors du tirage, aucune équipe d'un groupe ne peut affronter une autre équipe du même groupe. L'équipe qui reçoit est déterminée selon le tirage au sort.
| Tête de série | Non-Tête de série |
| --- | --- |
| 1. Saint-Christophe-et-Niévès (159) 2. Belize (162) 3. Montserrat (165) 4. Dominique (168) 5. Barbade (169) 6. Bermudes (173) 7. Nicaragua (175) | 1. Îles Turques-et-Caïques (181) 2. Curaçao (182) 3. Îles Vierges des États-Unis (191) 4. Bahamas (193) 5. Îles Caïmans (197) 6. Îles Vierges britanniques (201) 7. Anguilla (207) |

## Matchs
| Match | Équipe 1                  | Résultat | Équipe 2                    | Aller | Retour |
| ----- | ------------------------- | -------- | --------------------------- | ----- | ------ |
| 1     | Bahamas                   | 0 - 8    | Bermudes                    | 0 - 5 | 0 - 3  |
| 2     | Îles Vierges britanniques | 2 - 3    | Dominique                   | 2 - 3 | 0 - 0  |
| 3     | Barbade                   | 4 - 1    | Îles Vierges des États-Unis | 0 - 1 | 4 - 0  |
| 4     | Îles Turques-et-Caïques   | 4 - 12   | Saint-Christophe-et-Niévès  | 2 - 6 | 2 - 6  |
| 5     | Nicaragua                 | 8 - 0    | Anguilla                    | 5 - 0 | 3 - 0  |
| 6     | Belize                    | 1E - 1   | Îles Caïmans                | 0 - 0 | 1 - 1  |
| 7     | Curaçao                   | 4 - 3    | Montserrat                  | 2 - 1 | 2 - 2  |

### Détails des rencontres
Match aller
| 22 mars 2015 | Barbade        | 0 – 1 | Îles Vierges des États-Unis | Stade national des Barbades, Bridgetown      |                                              |
| 19:00 UTC−4  |                |       | 16e Browne                  | Spectateurs : 2 300 Arbitrage : Kimbell Ward | Spectateurs : 2 300 Arbitrage : Kimbell Ward |
| 19:00 UTC−4  | Rapport (FIFA) |       |                             | Spectateurs : 2 300 Arbitrage : Kimbell Ward | Spectateurs : 2 300 Arbitrage : Kimbell Ward |

| 23 mars 2015 | Nicaragua                                             | 5 – 0 | Anguilla | Stade national Dennis Martínez, Managua      |                                              |
| 18:00 UTC−6  | Galeano 12e · Copete 24e 39e · Barrera 36e · Lazo 63e |       |          | Spectateurs : 4 214 Arbitrage : Jafeth Perea | Spectateurs : 4 214 Arbitrage : Jafeth Perea |
| 18:00 UTC−6  | Rapport (FIFA)                                        |       |          | Spectateurs : 4 214 Arbitrage : Jafeth Perea | Spectateurs : 4 214 Arbitrage : Jafeth Perea |

| 23 mars 2015 | Saint-Christophe-et-Niévès                                     | 6 – 2 | Îles Turques-et-Caïques       | Warner Park, Basseterre                       |                                               |
| 20:00 UTC−4  | Harris 17e · Leader 43e · Mitchum 45e 67e 89e · O'Loughlin 85e |       | 22e Forbes · 72e (csc) Leader | Spectateurs : 2 000 Arbitrage : Sherwin Moore | Spectateurs : 2 000 Arbitrage : Sherwin Moore |
| 20:00 UTC−4  | Rapport (FIFA)                                                 |       |                               | Spectateurs : 2 000 Arbitrage : Sherwin Moore | Spectateurs : 2 000 Arbitrage : Sherwin Moore |

| 25 mars 2015 | Bahamas        | 0 – 5 | Bermudes                                                    | Stade Thomas Robinson, Nassau                      |                                                    |
| 19:30 UTC−4  |                |       | 4e Leverock · 14e (pen.) Wells · 29e Lewis · 57e 70e Donawa | Spectateurs : 3 500 Arbitrage : Armando Villarreal | Spectateurs : 3 500 Arbitrage : Armando Villarreal |
| 19:30 UTC−4  | Rapport (FIFA) |       |                                                             | Spectateurs : 3 500 Arbitrage : Armando Villarreal | Spectateurs : 3 500 Arbitrage : Armando Villarreal |

| 25 mars 2015 | Belize         | 0 – 0 | Îles Caïmans | Stade FFB, Belmopan                         |                                             |
| 20:00 UTC−6  |                |       |              | Spectateurs : 1 924 Arbitrage : Oscar Reyna | Spectateurs : 1 924 Arbitrage : Oscar Reyna |
| 20:00 UTC−6  | Rapport (FIFA) |       |              | Spectateurs : 1 924 Arbitrage : Oscar Reyna | Spectateurs : 1 924 Arbitrage : Oscar Reyna |

| 26 mars 2015 | Îles Vierges britanniques | 2 – 3 | Dominique                             | Windsor Park, Roseau,                       |                                             |
| 19:00 UTC−4  | Moss 41e · Johnson 53e    |       | 45e Elizee · 64e Joseph · 81e Peltier | Spectateurs : 1 169 Arbitrage : Karl Tyrell | Spectateurs : 1 169 Arbitrage : Karl Tyrell |
| 19:00 UTC−4  | Rapport (FIFA)            |       |                                       | Spectateurs : 1 169 Arbitrage : Karl Tyrell | Spectateurs : 1 169 Arbitrage : Karl Tyrell |

| 27 mars 2015 | Curaçao                              | 2 – 1 | Montserrat | Stade Ergilio Hato, Willemstad                |                                               |
| 20:00 UTC−4  | Merencia 8e · Zschusschen 39e (pen.) |       | 24e Taylor | Spectateurs : 9 000 Arbitrage : Oscar Davilla | Spectateurs : 9 000 Arbitrage : Oscar Davilla |
| 20:00 UTC−4  | Rapport (FIFA)                       |       |            | Spectateurs : 9 000 Arbitrage : Oscar Davilla | Spectateurs : 9 000 Arbitrage : Oscar Davilla |

Match retour
| 26 mars 2015 | Îles Vierges des États-Unis | 0 – 4 | Barbade                                               | Addelita CJHS Ground, Charlotte Amalie       |                                              |
| 15:30 UTC−4  |                             |       | 4e Sargeant · 25e Chandler · 76e Harte · 90e Chandler | Spectateurs : 410 Arbitrage : Kevin Morrison | Spectateurs : 410 Arbitrage : Kevin Morrison |
| 15:30 UTC−4  | Rapport (FIFA)              |       |                                                       | Spectateurs : 410 Arbitrage : Kevin Morrison | Spectateurs : 410 Arbitrage : Kevin Morrison |

| 26 mars 2015 | Îles Turques-et-Caïques      | 2 – 6 | Saint-Christophe-et-Niévès                                  | TCIFA National Academy, Providenciales      |                                             |
| 19:00 UTC−4  | Calixte 4e (pen.) 14e (pen.) |       | Leader 7e 30e · Panayiotou 33e (pen.) 55e 60e · Robbins 73e | Spectateurs : 420 Arbitrage : Elmer Bonilla | Spectateurs : 420 Arbitrage : Elmer Bonilla |
| 19:00 UTC−4  | Rapport (FIFA)               |       |                                                             | Spectateurs : 420 Arbitrage : Elmer Bonilla | Spectateurs : 420 Arbitrage : Elmer Bonilla |

| 29 mars 2015 | Bermudes                    | 3 – 0 | Bahamas | Stade national des Bermudes, Devonshire         |                                                 |
| 15:00 UTC−4  | Wells 79e 87e · Burgess 82e |       |         | Spectateurs : 4 370 Arbitrage : Ricardo Montero | Spectateurs : 4 370 Arbitrage : Ricardo Montero |
| 15:00 UTC−4  | Rapport (FIFA)              |       |         | Spectateurs : 4 370 Arbitrage : Ricardo Montero | Spectateurs : 4 370 Arbitrage : Ricardo Montero |

| 29 mars 2015 | Anguilla       | 0 – 3 | Nicaragua                       | Ronald Webster Park, The Valley               |                                               |
| 17:00 UTC−4  |                |       | 21e 67e Leguías · 45+1e Barrera | Spectateurs : 1 200 Arbitrage : Oscar Moncada | Spectateurs : 1 200 Arbitrage : Oscar Moncada |
| 17:00 UTC−4  | Rapport (FIFA) |       |                                 | Spectateurs : 1 200 Arbitrage : Oscar Moncada | Spectateurs : 1 200 Arbitrage : Oscar Moncada |

| 29 mars 2015 | Dominique      | 0 – 0 | Îles Vierges britanniques | Windsor Park, Roseau                              |                                                   |
| 17:00 UTC−4  |                |       |                           | Spectateurs : 2 661 Arbitrage : Fernando Guerrero | Spectateurs : 2 661 Arbitrage : Fernando Guerrero |
| 17:00 UTC−4  | Rapport (FIFA) |       |                           | Spectateurs : 2 661 Arbitrage : Fernando Guerrero | Spectateurs : 2 661 Arbitrage : Fernando Guerrero |

| 29 mars 2015 | Îles Caïmans   | 1 – 1 | Belize     | Truman BS Complex, George Town                 |                                                |
| 19:00 UTC−5  | Ebanks 5e      |       | 20e Kuylen | Spectateurs : 1 800 Arbitrage : Yadel Martinez | Spectateurs : 1 800 Arbitrage : Yadel Martinez |
| 19:00 UTC−5  | Rapport (FIFA) |       |            | Spectateurs : 1 800 Arbitrage : Yadel Martinez | Spectateurs : 1 800 Arbitrage : Yadel Martinez |

| 31 mars 2015 | Montserrat                     | 2 – 2 | Curaçao                   | Stade Blakes Estate, Lookout                 |                                              |
| 19:00 UTC−4  | Willer 66e · Woods-Garness 81e |       | 41e Lachman · 87e Vicento | Spectateurs : 500 Arbitrage : Rodphin Harris | Spectateurs : 500 Arbitrage : Rodphin Harris |
| 19:00 UTC−4  | Rapport (FIFA)                 |       |                           | Spectateurs : 500 Arbitrage : Rodphin Harris | Spectateurs : 500 Arbitrage : Rodphin Harris |

## Buteurs
3 buts
- Orlando Mitchum
- Thrizen Leader
- Harry Panayiotou
- Nahki Wells

2 buts
- Luis Fernando Copete
- Raúl Leguías
- Juan Barrera
- Justin Donawa
- Widlin Calixte

1 but
- Jamie Browne
- Luis Galeano
- Norfran Lazo
- Atiba Harris
- Errol O'Loughlin
- Ryan Robbins
- Billy Forbes
- Dante Leverock
- Zeiko Lewis
- Tyrell Burgess
- Edward Moss
- Jordan Johnson
- Glenworth Elizee
- Mitchell Joseph
- Randolph Peltier
- Papito Merencia
- Felitciano Zschusschen
- Darryl Lachman
- Charlton Vicento
- Lyle Taylor
- Jamal Willer
- Bradley Woods-Garness
- Raheem Sargeant
- Jamal Chandler
- Mario Harte
- Jabarry Chandler
- Mark Ebanks
- Elroy Kuylen

1 but contre son camp (csc)
- Thrizen Leader